# Удени (Телеорман)
Удени (рум. Udeni) насеље је у Румунији у округу Телеорман у општини Сарбени. Oпштина се налази на надморској висини од 135 m.

## Историја
У месту су некад судећи по одредници "Срби" живели Срби. Међутим млађи историчари, попут Елене-Камелије Забаве из Крајове, исте без доказа преводи у Бугаре.

## Становништво
Према подацима из 2002. године у насељу је живело 616 становника, од којих су сви румунске националности.